# Житонинский сельсовет
Житонинский сельсовет — упразднённая административно-территориальная единица, существовавшая на территории Московской губернии и Московской области до 1992 года.
Житонинский сельсовет возник в первые годы советской власти. По данным 1922 года он находился в составе Серединской волости Волоколамского уезда Московской губернии.
В 1924 году из него был выделен Максимовский с/с.
По данным 1926 года в состав сельсовета входили 3 населённых пункта — Житонино, Городище и Шляково.
В 1929 году Житонинский с/с был отнесён к Шаховскому району Московского округа Московской области. При этом к нему был присоединён Фомкинский с/с.
17 июля 1939 года к Житонинскому с/с был присоединён Якшинский с/с (селения Брюханово и Якшино), а также селения Кстилово и Левкиево упразднённого Кстиловского с/с.
4 января 1952 года из Игнатковского с/с в Житонинский было передано селение Ивановское.
8 августа 1959 года из Бухоловского с/с в Житонинский были переданы селения Большое Сытьково, Житаха, Козлово, Неданово, Нечёсово, Рождественно и Татаринки. Одновременно из Житонинского с/с в Игнатковский были переданы селения Брюханово, Ивановское и Якшино.
20 августа 1960 года из Житонинского с/с в Бухоловский были переданы селения Козлово и Татаринки, а в Игнатковский с/с — Рождественно.
1 февраля 1963 года Шаховской район был упразднён и Житонинский с/с вошёл в Волоколамский укрупнённый сельский район.
11 января 1965 года Шаховской район был восстановлен и Житонинский с/с вновь вошёл в его состав.
28 января 1977 года из Серединского с/с в Житонинский было передано селение Высокое.
1 апреля 1992 года Житонинский с/с был упразднён, а его территория в полном составе передана в Серединский с/с.